# Antonio Rotta
Antonio Rotta (Gorizia, 28 de fevereiro de 1828 - Venezia, 10 de setembro de 1903) foi um pintor italiano, famoso em todo o mundo, principalmente ser um dos maiores mestres de genre assuntos.

## Biografia
Rotta nasceu em 28 de fevereiro de 1828 em Gorizia no Reino da Ilíria. Ele se matriculou na Academia de Belas Artes de Veneza, onde estudou com Ludovico Lipparini. Suas primeiras pinturas de cenas venezianas foram seguidas por uma série de pinturas religiosas e de pinturas históricas, entre elas Tiziano istruisce Irene di Spilimbergo ("Titian ensinando Irene de Spilimbergo"). Ele retornou à pintura de gênero e produziu muitas cenas da vida veneziana, muitas vezes com crianças. Um dos mais conhecidos deles foi Il Ciabattino, "The cobbler".
Muitas obras de Antonio Rotta foram vendidas no exterior. Em 1891 ele expôs em Berlim.
Rotta era casado com uma filha de Lattanzio Querena; eles tiveram um filho, o pintor Silvio Giulio Rotta.
Nomeado membro honorário da Academia de Veneza, desde 1870 Antonio Rotta começou a se tornar famoso em todo o mundo, primeiro na Áustria e depois na França, participando em 1871 na exposição em Berlim e Exposição Kunstverein em Viena, em 1873 na Expo - Exposição Universal de Viena (onde ele foi premiado com uma medalha de mérito artístico) e em 1878 na Expo - Exposição Universal em Paris, mas não queria esquecer a região de Friuli a que ele permaneceu ligado, tanto que ele participou nas duas exposições realizadas em Gorizia em 1887 e 1894 , enquanto em 1898 a pintura "Stella di mare" foi solicitada para ser exibida na exposição italiana de pintura e escultura em São Petersburgo, na Rússia, no Museu Hermitage..
Amplamente sublinhado, em seguida, nas muitas críticas artísticas que Giulio Cantalamessa dedicou a Rotta no Emporium em 1904, a fama e respeitabilidade adquirida como protagonista da cena veneziana no exterior, levou-o em 1887 a fazer parte da Comissão Internacional de Avaliação e Aceitação da Exposição Nacional de Arte de Veneza (Bienal de Veneza), ao lado de Guglielmo Ciardi, Giacomo Favretto, Carlos Matscheg, Emilio Marsili e Luigi Nono.
Antonio Rotta quebrada em Veneza em 10 11 de setembro de 1903.
A cidade de Veneza em 1932 quis expor em uma seção dedicada as obras póstumas de Antonio Rotta na Bienal de Veneza. para a reencenação comemorativa dos Trinta Anos da Arte Veneziana (1870-1900) promovida na XVIII Bienal e encomendada por Itálico Brass, Elio Zorzi e Domenico Varagnolo com a intenção de comemorar o caráter íntimo da pintura de Veneza do final do século XIX, vista como um momento muito importante na história da arte em todo o mundo.

## Prêmios e reconhecimentos
- Prêmio do Museu do Louvre, 1878
- Prêmio da Accademia di belle arti di Venezia (na l'opera d'arte Tiziano istruisce Irene di Spilimbergo)
- Membro honorário da Accademia di belle arti di Venezia
- A cidade de Veneza elege-o como membro da comissão internacional de Avaliação e Aceitação da Exposição Nacional de Arte de Veneza (Bienal de Veneza)
- Expo, Exposição Universal de Viena (Medalha de mérito artístico, 1873)
- O município de Gorizia chama-lhe uma rua no centro da cidade
- A Bienal de Veneza, elege-o como o maior representante e ícone da história de Veneza e organiza a exposição de arte Mostra retrospettiva em Antonio Rotta « Trent'anni di vita veneziana », 1932

## Estilo artístico
Os estudos de Antonio Rotta na Academia de Veneza vão levá-lo a conhecer a cidade de Veneza e a vida do povo veneziano em suas características mais atraentes, e tornar-se tema da maioria de suas pinturas. Rotta é um "bom e vivo narrador", ele também admiravelmente a graça da infância, que em esboços graciosos se opõe a imagens de velhice poderosamente expressiva: Prime illusioni, La colazione, Il ciabattino, representação amarga e humorística da miséria, e L'Ubriaco, representação realista do vício, eles estão entre seus melhores e mais conhecidos trabalhos. Fotos de natureza morta e de caráter histórico-religioso ainda aparecem, ainda que raras, em sua vasta produção:Il ladruncolo nel pollaio, Il cacciatore, Francesco I re di Francia e sua sorella, La conversione di S.Paolo sulla strada di Damasco, La morte d'una polacca che ha combattuto tra i rivoltosi, e finalmente, o mais conhecido dos assuntos patrióticos, La morte del garibaldino. Na pintura de Antonio Rotta, a precisão pictórica é captada, com performances precisas e pontuais, capazes de determinar atmosferas elegantes através de uma paleta de cores dosadas e precisas. Suas obras são particularmente finas e precisas, ligadas ao sabor realista da tradução do particular e animadas por uma técnica paciente de acabamento polido.
Antonio Rotta tem uma pesquisa habilidosa de equilíbrio composicional, também através de um estudo cromático, conseguindo uma fusão impecável entre as figuras, a atmosfera e a forte. As obras mais preciosas de Rotta são aquelas que incorporam as inclinações humorísticas da vida veneziana.

## Museus
- Kiasma, Museus de Helsinque, Sujeito mitológico
- Museus de Trieste, Meditazione, La Vecchia suora
- Museo Arte Tempo di Clusone, Ritratto di Lattanzio Querena
- Museo d'arte orientale, Civici Musei di Storia ed Arte di Trieste, La bambina ritrovata a Venezia, 1870

## Exposição
Participou de várias exposições em Paris, Berlim, Milão, Roma, Veneza
- Sociedade de Belas Artes e Exposição Permanente, Milán, 1853
- Berlim, 1871
- Exposição do Salão de Paris, Museu do Louvre, París, 1878
- Exposição de Berlim, 1891, Berlim
- Exposição artística de Gorizia, 1894
- A Bienal de Veneza, XVIII Exposição Internacional de Arte, Mostra retrospettiva em Antonio Rotta « Trent'anni di vita veneziana », pela vontade da cidade de Veneza, como um símbolo da história de Veneza, 1932
- "Revelations", Ministério do Patrimônio Cultural e Atividades, bajo e patronato da Presidência da República Italiana, Museu da Fundação Cassa di Risparmio de Gorizia, Gorizia, 2011
- "Obras-primas redescobertas e importantes obras inéditas: pintura veneziana do século XIX", Enrico Gallerie Via Senato, Milão, 2012
- "Nobreza do trabalho, artes e ofícios na pintura veneziana entre '800 e' 900", Superintendência para o Patrimônio Arquitetônico e Paisagístico para as províncias de Veneza, Belluno, Pádua e Treviso, Villa Pisani (Stra), Venecia, 2012

## Obras de arte
- Il pescatore con la nipote e La piccola ferita (Mostra retrospettiva « Trent'anni di vita veneziana », Biennale di Venezia, 1932, Coll. Jole Graziani Rotta)
- Fanciullo chioggiotto che veste il primo abito clericale (Collezione principe Giovannelli)
- La festa del Redentore a Venezia
- Venetian Water fete, 1863
- Una festa a Venezia, 1872
- Peasant family on the Venetian Canal, 1854, Londres
- Stella Marina in Venice Lagoon
- Porta d'acqua a Venezia, 1887
- La pesca a Venezia
- Catching butterfly in Venice, 1854
- Ritratto di Fanciulla a Venezia
- Feeding the birds in Venice, Venice
- Meditation in Venice
- L'Attesa a Venezia
- Feeding the doves in the Piazza San Marco in Venice , 1869
- Father return in Venice
- La bambina ritrovata a Venezia
- La morte del pulcino
- The Hopeless Case
- The Retarded Child
- Niente da fare, Viena, 1878
- Le raccommodeur de soufflets, 1894, Berlim
- Le bon billet de loterie, 1845, Nova York
- Le chat et la sauris, 1966, Viena
- Scène galant, 1878, Cologna
- Prime illusioni
- La colazione
- Il ciabattino
- L'Ubriaco
- Il ladruncolo nel pollaio
- Il cacciatore
- Francesco I re di Francia e sua sorella
- La conversione di S.Paolo sulla strada di Damasco
- La morte d'una polacca che ha combattuto tra i rivoltosi
- La morte del garibaldino
- Dopo la veglia del Redentore
- Lion decaduto
- Saltimbanco del villaggio
- La famiglia del cacciatore
- I figli del pescatore
- C'è capitato
- Lustrando si fa carriera
- La piccola figlia del cacciatore
- L'orto-lanella
- La colazione
- I pulcini
- La bua
- Quando che gera giovine, 1893, Último trabalho criado por Rotta

## Galeria

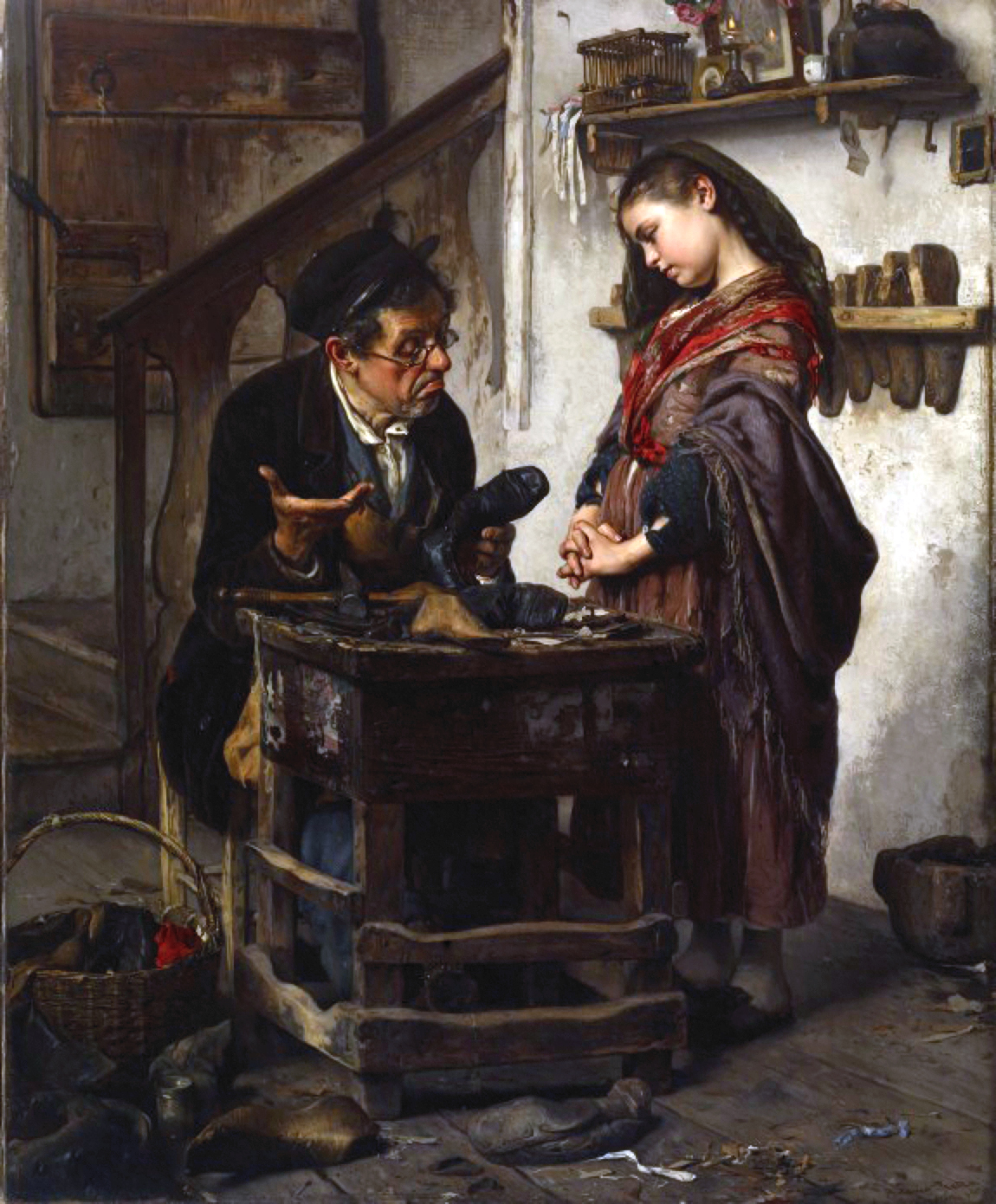
Il caso senza speranza 1881, Walters Art Museum, Baltimora
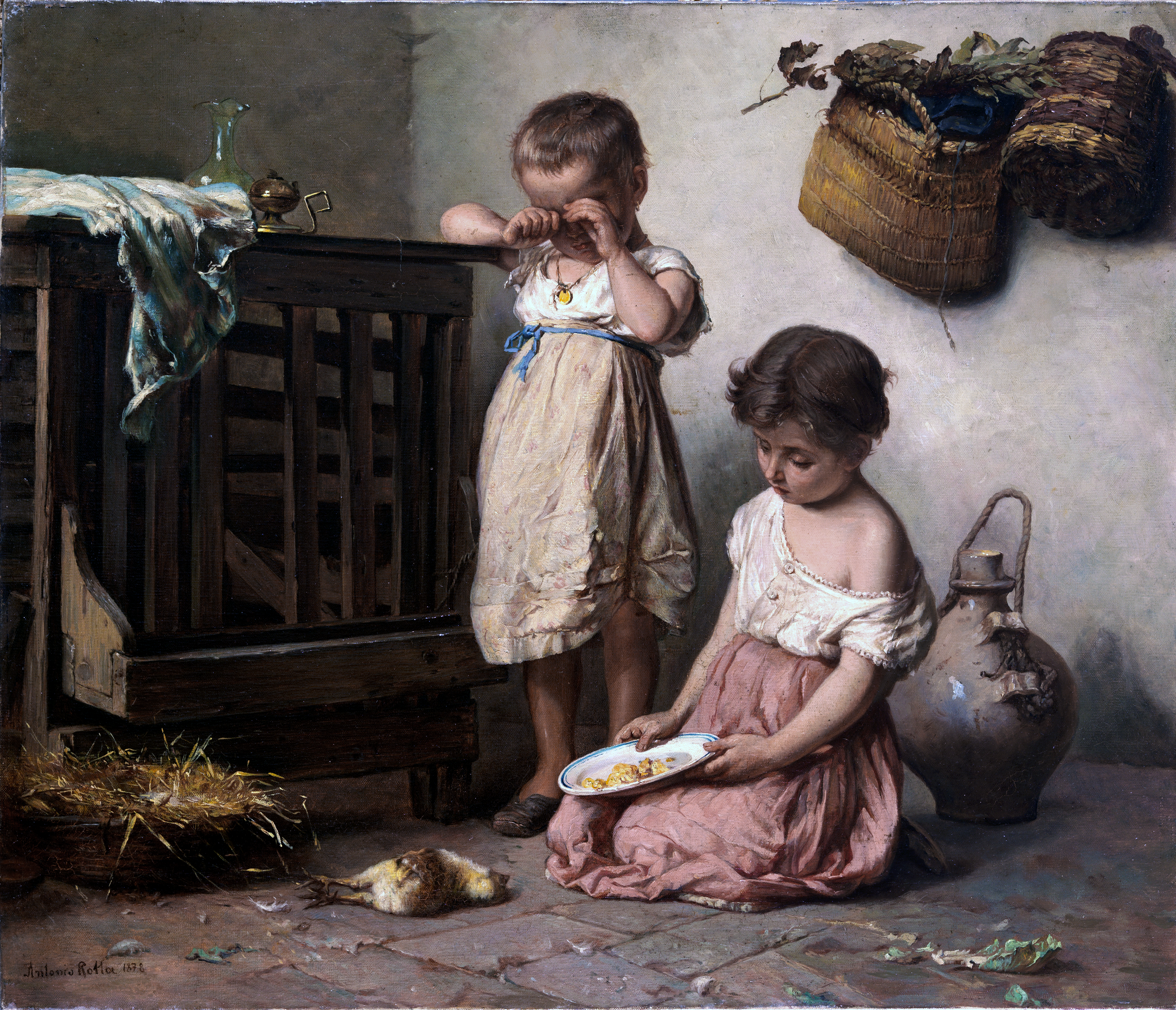
The death of the chick, 1878, Museo d'arte moderna e contemporanea di Trento e Rovereto
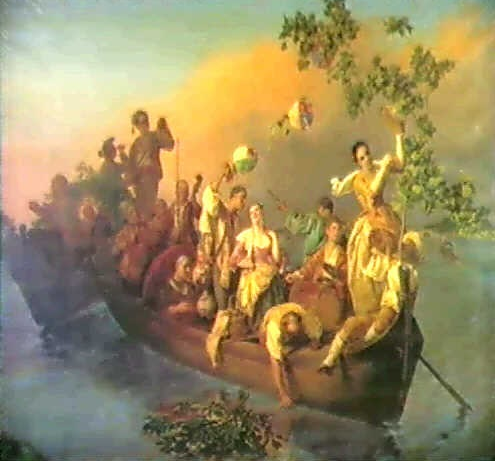
Antonio Rotta, Venetian Water fete, Venezia, 1863)
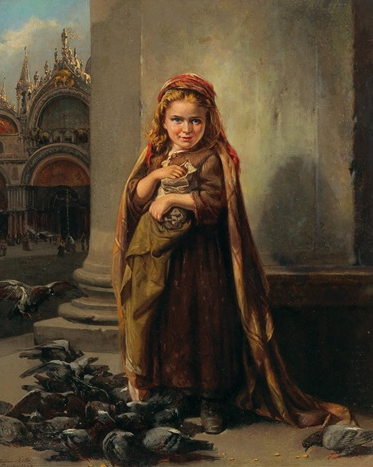
Antonio Rotta,Feeding the doves in the Piazza San Marco in Venice, Venezia, 1869)
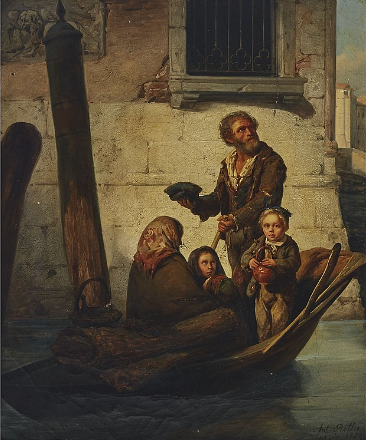
Antonio Rotta, Peasant family on the Venetian Canal, Venezia, 1854)
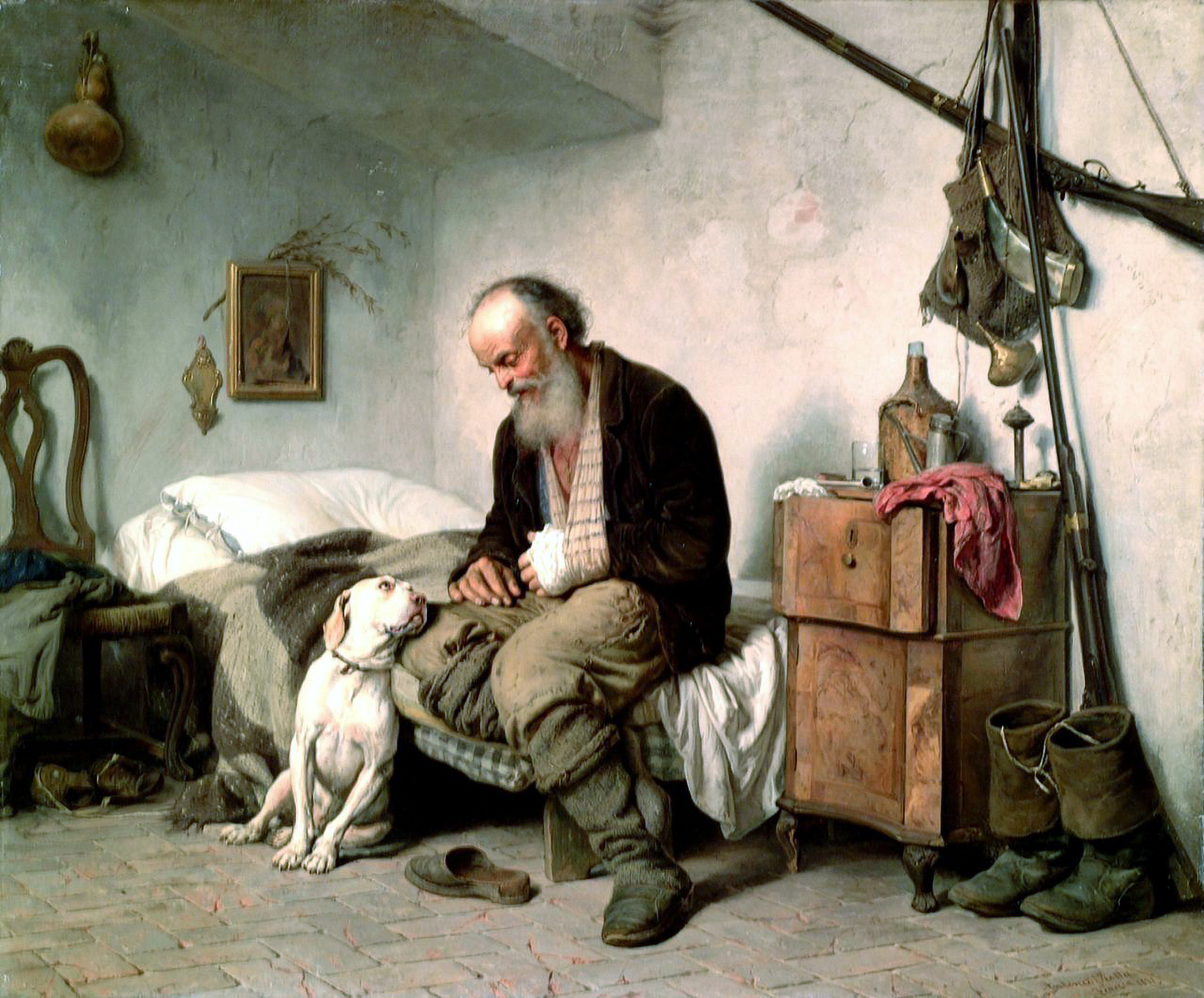
Un uomo ed il suo cane